# Costes del Rebalç
Les Costes del Rebalç és una costa situada al nord del poble de La Coma al municipi de La Coma i la Pedra (Solsonès).

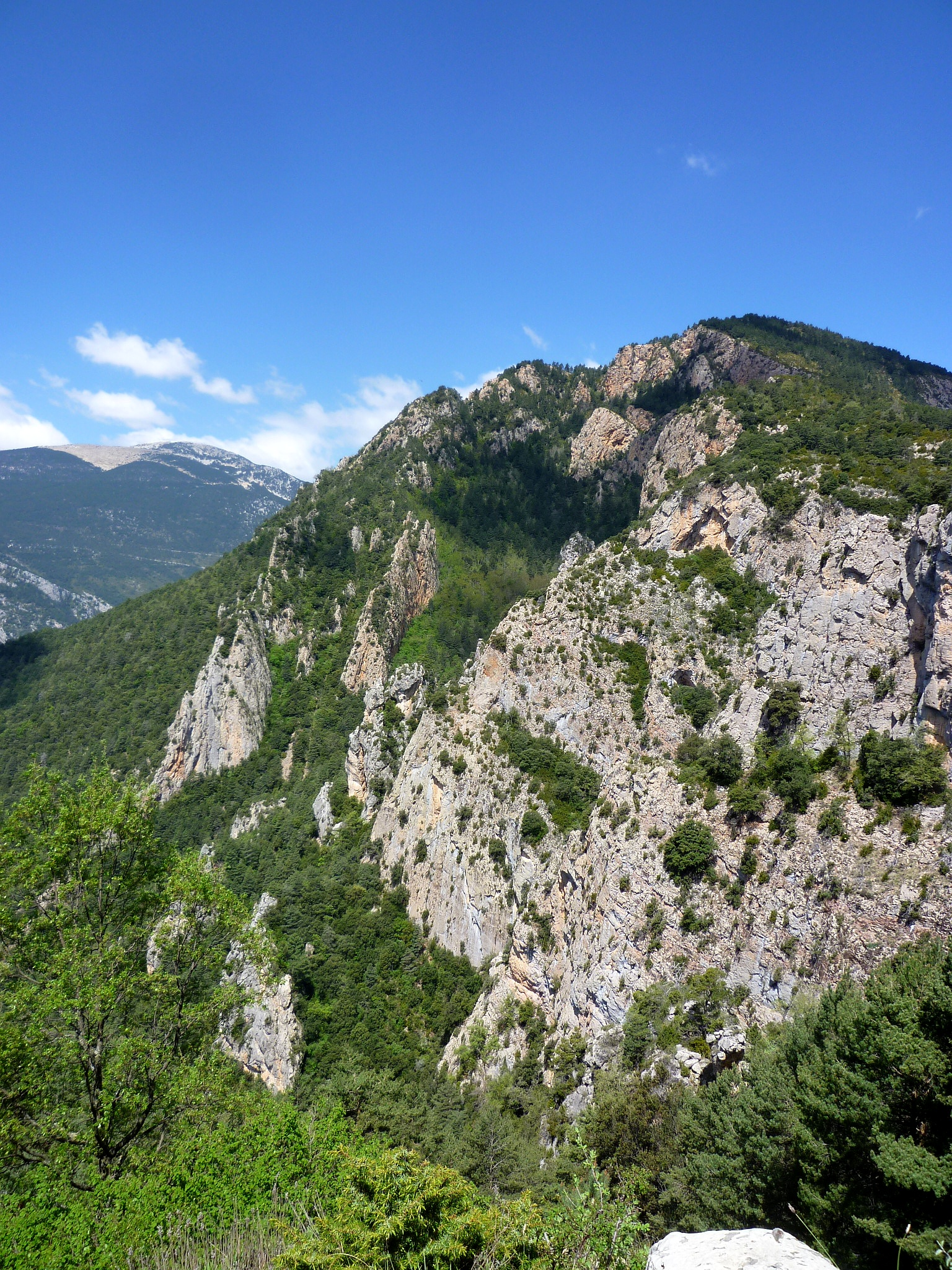
Les Costes de Rebalç tot pujant a la Borda del Pujol